# Synaptola fulleborni
Synaptola fulleborni là một loài bọ cánh cứng trong họ Cerambycidae.